# Ständige Impfkommission Veterinärmedizin
Die Ständige Impfkommission Veterinärmedizin (StIKo Vet) am Friedrich-Loeffler-Institut (FLI) bewertet den Einsatz von Impfstoffen in der Tiermedizin. Sie spricht Empfehlungen zur Verwendung von Impfstoffen aus und berät die Bundesregierung. Die Kommission ist fachlich unabhängig. Über die Geschäftsstelle ist sie mit dem FLI, dem Bundesforschungsinstitut für Tiergesundheit, verbunden. Sie besteht aus acht ehrenamtlichen Mitgliedern sowie acht ehrenamtlichen Stellvertretern. Die Mitglieder bzw. ihre Stellvertreter decken jeweils eine Tierart bzw. einen Fachbereich ab. Alle Mitglieder der StIKo Vet sind entweder Hochschulprofessoren und an einer der veterinärmedizinischen Bildungsstätten tätig oder arbeiten auf andere Weise im öffentlichen Veterinärbereich. Beratend nehmen an den Sitzungen Vertreter des Paul-Ehrlich-Instituts (PEI) sowie des Bundesministeriums für Ernährung und Landwirtschaft (BMEL) teil. Unterstützt wird die Kommission von Arbeitskreisen, in die weitere Experten aus den entsprechenden Tätigkeitsfeldern hinzugezogen werden.
Die Einrichtung einer Ständigen Impfkommission Veterinärmedizin am Friedrich-Loeffler-Institut ist in den Bestimmungen des § 27 Absatz 7 des Tiergesundheitsgesetzes und der darauf beruhenden StIKo Vet Verordnung begründet. Gemäß der StIKo Vet Verordnung beschränken sich die Aufgaben der StIKo Vet auf folgende Tiere: Einhufer, Rinder, kleine Wiederkäuer, Schweine, Hunde, Katzen, Geflügel und Fische. Die Geschäftsordnung der StIKo Vet enthält unter anderem eine Reihe von Bestimmungen, die der Vermeidung von Interessenskonflikten dienen.

## Leitlinien zur Impfung von Tieren
Ein wesentlicher Teil der Arbeit der StIKo Vet ist die Herausgabe deutschsprachiger Leitlinien zur Impfung von Tieren. Darin werden für die unterschiedlichen Tierarten Empfehlungen ausgesprochen, gegen welche Infektionskrankheiten Tiere sinnvollerweise geimpft sein sollten und welche Impfschemata dabei zu beachten sind. Häufig wird dabei zwischen Core-Komponenten unterschieden, gegen die jedes Tier zu jeder Zeit einen gültigen Impfschutz aufweisen sollte, und Non-Core-Komponenten, bei denen eine Impfung im Einzelfall sinnvoll ist. In den neueren Leitlinien wird diese Bewertung durch ein Punktesystem, die sogenannte „Impfampel“, illustriert. Die Leitlinien werden durch die jeweiligen Arbeitskreise vorbereitet und nach abschließender Beratung und Verabschiedung durch die Kommission veröffentlicht. Die Bewertung der einzelnen Impfungen erfolgt aufgrund wissenschaftlicher Publikationen, anhand der öffentlich verfügbaren Zulassungsdokumente und in der Beratung durch Experten aus dem jeweiligen Fachbereich. Auf diese Weise sind bislang Leitlinien zur Impfung von Kleintieren, Pferden, Wiederkäuern, Schweinen und Fischen veröffentlicht worden. In Zusammenarbeit mit dem Bundesverband praktizierender Tierärzte (bpt) und der Schlüterschen Verlagsgesellschaft konnte in den vergangenen Jahren der Druck der Impfleitlinien und die Verteilung über das Verbandsorgan des bpt realisiert werden. Daneben stehen die Leitlinien als pdf-Dokumente auf der Homepage der StIKo Vet zum Download zur Verfügung. Um die Dokumente jährlich aktualisieren zu können, wird in Zukunft ein größeres Augenmerk auf elektronische Kommunikationsmöglichkeiten gerichtet sein. So wurde im Jahr 2021 eine App für mobile Endgeräte, die StIKo Vet App, entwickelt, über die die Inhalte der StIKo Vet automatisch aktualisiert verfügbar gehalten werden.
Neben den Impfleitlinien veröffentlicht die StIKo Vet Stellungnahmen zu verschiedenen, die Impfung von Tieren betreffenden Themen. Dies umfasste Stellungnahmen zur Impfung gegen neuauftretende Erreger, wie z. B. einen neuen Virusstamm der Kaninchenseuche, RHDV-2, oder das in Deutschland 2018 erstmalig aufgetretene West-Nil-Virus, das in Vögeln zirkuliert und von Mücken auf Pferde und Menschen übertragen wird. In anderen Stellungnahmen wurde versucht, grundlegende Aspekte der Anwendung von Veterinärimpfstoffen zu beleuchten. Dies umfasste z. B. Stellungnahmen zur Umwidmung von immunologischen Tierarzneimitteln oder zur Anwendung bestandsspezifischer Impfstoffe. Alle Stellungnahmen stehen auf der Homepage zum Download zur Verfügung.

## Aktuelle Mitglieder der StIKo Vet
Die laufende Amtsperiode begann mit der Jahrestagung der StIKo Vet am 29. November 2021. Die Amtsperiode endet im Jahr 2024. Aktuell sind folgende Mitglieder in die Kommission berufen:
- Uwe Truyen, Vorsitzender, Fachbereich Katzen, Institut für Tierhygiene und Öffentliches Veterinärwesen, Veterinärmedizinische Fakultät der Universität Leipzig
- Silke Rautenschlein, stellvertretende Vorsitzende, Fachbereich Geflügel, Klinik für Geflügel, Tierärztliche Hochschule Hannover,
- Christoph Baums, Fachbereich Schwein, Institut für Bakteriologie und Mykologie, Veterinärmedizinische Fakultät der Universität Leipzig
- Jens Böttcher, Fachbereich kleine Wiederkäuer, Zentralinstitut des Tiergesundheitsdienstes Bayern e.V., Poing
- Grit Bräuer, Fachbereich Fische, Sächsische Tierseuchenkasse Dresden
- Karsten Donat, Fachbereich Rinder, Thüringer Tierseuchenkasse Jena
- Karsten Feige, Fachbereich Pferde, Klinik für Pferde, Tierärztliche Hochschule Hannover
- Martin Ganter, Fachbereich kleine Wiederkäuer, Klinik für kleine Klauentiere, Tierärztliche Hochschule Hannover
- Katrin Hartmann, Fachbereich Katze, Medizinische Kleintierklinik, Zentrum für Klinische Tiermedizin, Tierärztliche Fakultät Ludwig-Maximilians-Universität München
- Doris Höltig, Fachbereich Schwein, Klinik für kleine Klauentiere, Tierärztliche Hochschule Hannover
- Benedikt Kaufer, Fachbereich Geflügel, Institut für Virologie, Fachbereich Veterinärmedizin, Freie Universität Berlin
- Barbara Kohn, Fachbereich Hund, Klinik für kleine Haustiere, Fachbereich Veterinärmedizin, Freie Universität Berlin
- Katharina Lohmann, Fachbereich Pferde, Klinik für Pferde, Veterinärmedizinische Fakultät der Universität Leipzig
- Andreas Moritz, Fachbereich Hund, Klinik für Kleintiere, Justus-Liebig-Universität Gießen
- Kerstin Müller, Fachbereich Rind, Klinik für Klauentiere, Fachbereich Veterinärmedizin, Freie Universität Berlin
- Verena Schroers-Jung, Fachbereich Fische, Abteilung Fischkrankheiten und Fischhaltung, Tierärztliche Hochschule Hannover

## Geschichte der StIKo Vet
Die Ständige Impfkommission Veterinärmedizin wurde ursprünglich vom Bundesverband praktizierender Tierärzte e.V. (bpt) ins Leben gerufen, um Tierärzten fachlich unabhängig und wissenschaftlich fundiert Leitlinien zur Impfung von Tieren an die Hand zu geben. In drei jeweils neuüberarbeiteten Auflagen erschienen so die Impfleitlinien für Kleintiere und die erste Auflage der Impfleitlinie für Pferde. Mit der Novellierung des Tiergesundheitsgesetzes wurde beschlossen, das Gremium gesetzlich zu verankern und am Bundesforschungsinstitut für Tiergesundheit, dem Friedrich-Loeffler-Institut anzusiedeln. Mit der konstituierenden Sitzung der neuen StIKo Vet am 1. Dezember 2015 auf der Insel Riems ging die Verantwortung für die Aktualisierung und Herausgabe der Impfleitlinien einvernehmlich auf das neue Gremium über. Seit 2015 wurden die Impfleitlinie für Kleintiere und Pferde in überarbeiteten Auflagen herausgegeben und die für Wiederkäuer, Schweine und Fische neu veröffentlicht.